# Erika Takács
Erika Takács (1969) es una deportista húngara que compitió en halterofilia.
Ganó cinco medallas en el Campeonato Mundial de Halterofilia entre los años 1987 y 1995, y ocho medallas en el Campeonato Europeo de Halterofilia entre los años 1988 y 1998.

## Palmarés internacional
| Campeonato Mundial | Campeonato Mundial             | Campeonato Mundial | Campeonato Mundial |
| Año                | Lugar                          | Medalla            | Categoría          |
| ------------------ | ------------------------------ | ------------------ | ------------------ |
| 1987               | Daytona Beach (Estados Unidos) | Medalla de plata   | 82,5 kg            |
| 1988               | Yakarta (Indonesia)            | Medalla de plata   | 82,5 kg            |
| 1991               | Donaueschingen (Alemania)      | Medalla de bronce  | +82,5 kg           |
| 1992               | Varna (Bulgaria)               | Medalla de plata   | +82,5 kg           |
| 1995               | Cantón (China)                 | Medalla de oro     | +83 kg             |
| Campeonato Europeo |                                |                    |                    |
| Año                | Lugar                          | Medalla            | Categoría          |
| 1988               | Yakarta (Indonesia)            | Medalla de oro     | +82,5 kg           |
| 1989               | Mánchester (Reino Unido)       | Medalla de plata   | 82,5 kg            |
| 1991               | Varna (Bulgaria)               | Medalla de oro     | +82,5 kg           |
| 1992               | Loures (Portugal)              | Medalla de plata   | +82,5 kg           |
| 1994               | Roma (Italia)                  | Medalla de bronce  | +83 kg             |
| 1995               | Beer Sheva (Israel)            | Medalla de bronce  | +83 kg             |
| 1996               | Praga (República Checa)        | Medalla de bronce  | +83 kg             |
| 1998               | Riesa (Alemania)               | Medalla de plata   | +75 kg             |